# Гек (рэпер)
Алексей Леушин (род. 11 апреля 1977, Павлодар, Казахская ССР, СССР), более известный под псевдонимом Гек — российский рэпер, автор текстов песен, получивший популярность в начале 2000-х годов, носящий ныне андеграундный статус. Создатель мурманской рэп-группы «ДАНИКТО». Записывался на лейбле RAP Recordz, являлся участником проекта Under Ground Wiggaz, на данный момент является артистом лейбла «Прайм Райм Продакшн».

## Биография
Алексей Леушин родился в 1977 году в городе Павлодар, республики Казахстан. 

Рос в городе Мурманске, там же и впервые попытался исполнять рэп, по собственному утверждению, начал заниматься рэпом в 1995 году, взяв себе псевдоним «Товарищ Медведь». Был одним из участников мурманского рэп-проекта «ДАНИКТО», в состав которой входили Мелл, Зуч, Лом, Пейджер, Dr. Balbes, Биг, Арт и сам Гек (тогда ещё Медведь). 

В 1998 году переехал в Москву, где знакомится с группой «Nonamerz», с которой записал одну из первых своих композиций — «Что происходит». Также был знаком с Грюндиком из «Рабы лампы». После сотрудничества с Nonamerz снова возвращается к творчеству, взяв себе псевдоним «Гек» (в честь героя повести о Томе Сойере — Гекльберри Финна).

### RAP Recordz («Смех сквозь слёзы», «Сначала было солнце»)
В ноябре 2001 года выходит дебютный альбом Гека под названием «Смех сквозь слёзы». Отличительная черта альбома — горькая ирония и стёб над жизнью и человеческим бытом в текстах Гека. Альбом был выпущен на лейбле RAP Recordz, который впоследствии выпустит ещё два альбома Гека. Звукорежиссёром альбома выступил Ян Сурвилло (Ян И. С.), битмейкером альбома выступил Кит из Ю.Г.ов и S.J. После выхода альбома Гек сразу занял свою позицию в русском хип-хопе — «рэпера-пересмешника», однако, среди юмористических песен в альбоме имеются лиричные и печальные песни, как например, «Такие, как есть» совместно с Fist’ом, трек представляет собой диалог между Геком и Фистом, на тему «людей в масках».
Через год после выхода первого альбома сразу пошла работа над вторым. В итоге в 2003 году вышел альбом Гека под названием «Сначала было солнце», по мнению фанатов (и самого Гека), является одним из лучших альбомов в творчестве Гека. В качестве звукорежиссёра и битмейкера альбома выступил Ян И. С.; альбом «Сначала было солнце» отличен от предыдущего альбома тем, что был выдержан не в сатирическом направлении, а состоял из нескольких разноплановых композиций, в числе которых присутствует лирика.
Стиль Гека не является особенным: его рэп представляет собой чтение юмористических «стишков» под бит-музыку.

По рэперским понятиям кстати можно и поругать Гека за такую читку, в ней нет энергичного флоу, в ней нет ритмических заморочек, игры со сменой скоростей, или просто демонстрации своего мастерства на скорости 200 километров в час. Но есть то, что наверное можно было бы назвать сценической читкой, немного напоминающей направление spoken words. Голос меняется вслед за смысловой нагрузкой произносимого текста, а сам текст построен так, что ни единым неудачно уложенным во фразу словом, ни одной шероховатостью не отвлекает от общего потока, не вызывает досады. Как раз из-за этого наверное и не покидает ощущение присутствия на спектакле, которое помогает следить за смысловой стороной происходящего.
— пишет Сергей Ковалёв на сайте Rap.Ru 

### 2005 год. «Микола Перестукинский» и «Комната Страха»
После выхода альбома «Сначала было солнце» Геком заинтересовался лейбл Respect Production, который в 2005 году выпускает новый альбом Гека — «Комната страха» — не похожий на предыдущие альбомы, похожий на радиопостановку, диктором и автором которой выступает Гек. Отсутствует ирония, сатира и юмор, но остаётся философия в текстах. Спродюсировал альбом DJ Хобот (группа «Каста»).
Весь альбом напоминает этакую радиопостановку, музыкальную сказку. Это сказка для взрослых, которую приятно послушать, расслабившись после трудового дня или на сон грядущий, когда тянет на философствования.  
 Гек известен среди отечественных  любителей рэпа в первую очередь как текстовик, как тот, кто пишет то, что хочется послушать, понять и подумать. Так сказать первым делом мессадж, ну а музыка, а музыка потом. И у такого подхода к рэпу на просторах нашей родины есть достаточное количество сторонников. Ну что же, как ни крути, это тоже рэп, одна из его многочисленных сторон, где каждый может найти ту грань, которая понравится именно ему.
 — из рецензии на сайте Rap.ru
В том же 2005 году, 29 ноября Гек выпускает ещё один альбом на RAP Recordz — «Микола Перестукинский в собственном соку» (под продюсированием того же DJ Хобота). Весьма нашумевший альбом, в котором Гек читает рэп в образе своего «альтер эго» — деревенского рэпера Миколы Перестукинского, этот образ Гек придумал ещё во время записи альбома «Сначала было солнце». «Микола Перестукинский» стал одним из самых эпатажных героев в рэпе, а альбом стал одним из самых успешных и продаваемых на лейбле RAP Recordz.

Микола — главный активист мифического села Перестукино, он выступает с друзьями в местном ДК, влюбляется в доярку Грушу, служит в армии и мечтает стать лучшим рэпером в мире, а родное Перестукино сделать центром хип-хоп вселенной (обратите внимание на обложку — с каким благоговением смотрят на Миколу звёзды хип-хопа уже сейчас). Решать такие важные задачи Миколе помогают достаточно реальные персонажи: DJedi Хобот, ЮГ, Da B.O.M.B., Карандаш, Минор, Гусь и другие видные персоны отечественного хип-хопа.
Специальным подарком жителям села Перестукино и прочим фанатам Миколы является видеоклип на трек «УГВ», снятый известным режиссёром рэп-клипов Андреем Айрапетовым.
— пишет Саша Мёд (UGW) на сайте hip-hop.ru 
Сей альбом был создан при поддержке объединения «Under Ground Wiggaz» и проводил «пиар-акцию» этого объединения. В создании альбома поучаствовали такие рэперы, как Sir-J, «Ю.Г.», «Da B.O.M.B.», Карандаш, Минор, Папа Гусь и др.

### Творчество в андеграунде
После выхода столь «громкого» альбома у Гека наступает творческое затишье на некоторое время. Связано это с тем, что Гек покидает ряд артистов лейбла RAP Recordz и уходит в андеграунд, выпустив в 2007 году пятый альбом под названием «Хип да Хоп», где позволил себе экспериментировать с джазом, R'n'B и олдскулом. В альбоме приняли участие Sir-J (D.O.B.), КИТ (Ю.Г.), Драго, Карандаш и др. Альбом был издан на независимом андеграундном музыкальном лейбле Uno Momento Records.
В 2008 году стал практиковать себя в жанре «фристайл» и был участником шоу «Битва за Респект».
В 2010 году Гек подписывает контракт с лейблом «Прайм Райм Продакшн» (дочерним лейблом RAP Recordz) на 10 лет. В том же году выходит альбом Гека и Кита под названием «Папина работа», альбом почти автобиографический, в котором Гек упоминает свою маленькую дочь — Таисию Леушину. Битмейкером альбома является Кит.

## Дополнительные факты
- Рост Гека — 183 см.
- Во многих комопзициях Гека прослеживается тема торговли и употребления наркотиков (примечательно — марихуаны). Однако, в альбоме «Смех сквозь слёзы» сам он утверждал, что не является наркоманом.
- Дочь — Таисия Леушина (2004 года рождения).
- Альбом «Микола Перестукинский» вышел 100-м по счёту («юбилейным») релизом RAP Recordz.
- Принимал участие в передаче UGW «Хип-хоп в России: От первого лица» в 2008 году.
- В альбоме «Микола Перестукинский» имеются ссылки на UGW, в альбоме «Хип да Хоп» принимали участие бывшие участники ДАНИКТО.
- Обложка альбома «Хип да Хоп» нарисована самим Геком.

## Дискография

### Студийные альбомы
- Смех сквозь слёзы (2001)
- Сначала было солнце (2003)
- Комната страха (2005)
- Микола Перестукинский в собственном соку (2005)
- Хип да Хоп (2007)
- Папина Работа (К. И. Т. и Гек) (2010)
- Ем (2012)

### Микстейпы и сборники
- «Земля» (Хип-Хоп Сборка, Гек и Друзья) (2007)
- «Not Dead» (музыкальный коллаж) (2011).
- Даталова (2017)

## Видеография
- UGW (2005)
- Новая жизнь (2007)
- Микола Перестукинский (2008)
- Бери и Делай (ft. Papa Ku) (2010)
- Дома (ft. К. И. Т.) (2010)
- Грешные (ft. К. И. Т.) (2010)
- П. В. Х. (Пересекая Всю Ху*ню) (2011)
- Охота (ft. YG) (2011)
- ЕМ (2012)
- Всё будет хорошо (2012)
- Саша (2012)